# Sematophyllum aptychoides
Sematophyllum aptychoides är en bladmossart som beskrevs av William Russell Buck 1982. Sematophyllum aptychoides ingår i släktet Sematophyllum och familjen Sematophyllaceae. Inga underarter finns listade i Catalogue of Life.